# ほくさい農業協同組合
ほくさい農業協同組合（ほくさいのうぎょうきょうどうくみあい）は、埼玉県羽生市に本店を置く農業協同組合。通称、JAほくさい。

## 概要
- 1996年（平成8年）4月1日 - 10農協（行田市、南河原村、川里村、羽生市、新郷、加須市、埼玉志多見、騎西町、北川辺町、大利根町）が合併して誕生した。

## 店舗
- 本店（羽生市東7丁目15-3）
- 行田地区：行田中央支店、行田西支店、太田支店、行田北支店、行田中部支店、行田南支店、南河原支店
- 鴻巣地区：川里中央支店
- 羽生地区：羽生中央支店、羽生北支店、手子林支店、須影支店、羽生東支店、新郷支店
- 加須地区：加須中央支店、加須西支店、加須北支店、大桑支店、水深支店、埼玉志多見支店
- 騎西地区：騎西中央支店、田ヶ谷支店、種足支店、鴻茎支店
- 北川辺地区：北川辺支店
- 大利根地区：大利根中央支店、東支店、原道支店、豊野支店